# Villerías de Campos
Villerías de Campos è un comune spagnolo di 131 abitanti situato nella comunità autonoma di Castiglia e León.